# 木村古墳群
木村古墳群（きむらこふんぐん）は、滋賀県東近江市川合町に位置する、5世紀に築造された滋賀県で最大の古墳群。
久保田山古墳と天乞山古墳の2基ほかで構成される。現在は復元されていて、あかね古墳公園に立地している。

## 概要
木村古墳群は、5世紀・古墳時代中期に建設された古墳群であり、円墳の久保田山古墳（くぼたやまこふん）と、方墳の天乞山古墳（あまごいやまこふん）で構成される。かつては5基以上存在していたが、他の古墳は発掘の前に開発などによって失われ現在は残存していない。また近くには雪野山古墳があり、埋葬されている人物に関しては何らかの関連性があると考えられている。

### 久保田山古墳
直径57m、高さ5m以上と推定される円墳。全長70m以上の大型の古墳で、周濠がめぐっている。墳丘は2段構成で、周囲には円筒埴輪が立て並べてある。古墳の表面は割石による葺石で覆われている。主体部の構造は明らかでないが、石室に使ったと思われる石材が出土している。

### 天乞山古墳
一辺65m、高さ11mと推定される方墳で、滋賀県最大の方墳である。周囲には幅22mの周濠がめぐっている。墳丘は2段構成で、一部周囲には葺石が貼り付けてある。主体部の構造は明らかでないが、石室に使ったと思われる石材があり、竪穴式石室であったと考えられている。

## 経緯
1960年、名神高速の整備事業が進む中、この場所で遺跡が発見された。発見直後に工事は中断されたが、すでに多くの遺跡が破壊され失われていた。残された久保田山古墳と天乞山古墳に関しては、遺跡を保存する方針となり、1990年には県の史跡に指定され、1992年に発掘調査が行われた。その成果を基に、1997年に古墳が復元され、悠久の丘あかね古墳公園として整備された。

## アクセス
車
- 名神高速 蒲生SICから車で5分[2]

交通機関
- 近江鉄道本線 京セラ前駅から徒歩30分[2]